# S!sters
Sisters, часто стилізовані як S!sters — німецький музичний поп-дует, який представляв Німеччину на конкурсі Євробачення 2019 року в Тель-Авіві з піснею «Sister» після перемоги в німецькому національному відборі Unser Lied für Israel. У лютому 2020 року S!sters припинили свою діяльність.

## Склад
Дует складався з Лаури Кестел та Карлотти Труман.
Карлотта Труман (нар. 19 жовтня 1999) почала кар'єру у 9 років. У 2014 році стала учасницею Голос. Діти Німеччина, де посіла 2 місце. Труман має численні сольні виступи, а також працює з відомими гуртами та оркестрами. У 2017 співачка була запрошена стати учасницею проєкту Алекса Крістена Classical 90s Dance.
На початку 2018 року Труман виступила у прямому ефірі телешоу Willkommen 2018 біля Бранденбурзьких воріт у Берліні перед 750 000 осіб. У жовтні 2018 року Труман стала студенткою Інституті естради при Ганноверському університеті курсу популярної музики.
У 2019 році Труман вперше виступила як акторка в головній ролі в епізоді серіалу «In aller Freundschaft – Die jungen Ärzte», а роком пізніше зіграла епізодичну роль у серіалі RTL «Nachtschwestern».
Лауріта (Лаура) Кастель (нар. 29 вересня 1992) походить з родини музикантів і зробила перші кроки на сцені разом зі старшою сестрою Дженніфер у 4 роки. Після закінчення школи Лаура почала працювати музиканткою на повний робочий день і почала писати власні пісні. Першу роботу отримала в якості резервної вокалістки під час гастролей для Голос. Німеччина. Працювала резервною вокалісткою для таких виконавиць, як Лена Маєр-Ландрут, Стефані Хайнцманн та Сара Коннор. У жовтні 2020 року співачка випустила свій перший сольний сингл «Stumm» під псевдонімом Laurita Spinelli.

## Євробачення
Дует був заснований у січні 2019 року. NDR шукала двох виконавиць для попередньо написаної пісні «Sister», яка призначалася для національного відбору Швейцарії на Євробачення, проте не була закінчена вчасно. Лаура Кестел і Карлотта Труман були об'єднані в дует для виконання пісні.
У лютому S!sters виграли відбір Німеччини на Євробачення 2019 «Unser Lied für Israel», отримавши 12 балів як від телеаудиторії, так і від міжнародного журі. Таким чином, дует отримав право представляти свою країну на Пісенному конкурсі Євробачення в Ізраїль, Тель-Авів.
Німеччина є автоматичною фіналісткою на Євробаченні, адже є однією з країн Великою п'ятірки. У фіналі конкурсу, що відбувся 18 травня 2019 року, S!sters отримали 24 бали від журі та 0 балів від телеаудиторії, що вивело дует на 25 місце з 26.

## Дискографія

### Сингли
| Назва    | Рік  | Альбом        |
| -------- | ---- | ------------- |
| «Sister» | 2019 | поза альбомом |